# Museu aan de Stroom
El Museum aan de Stroom (MAS; Neerlandès per: Museum by the Stream) és un museu situat al costat del riu Escalda al districte d'Eilandje d'Anvers, Bèlgica. Es va inaugurar el maig de 2011 i és el museu més gran d'Anvers.

## Història
L'any 1998 l'ajuntament d'Anvers va decidir construir el museu a la Hanzestedenplaats. El 14 de setembre de 2006 es va col·locar el primer maó de l'edifici. L'any 2010 van arribar objectes de museu de diversos altres museus com el Museu Etnogràfic i el Museu Marítim, quan tots dos van deixar d'existir. El museu va obrir al públic el 17 de maig de 2011.

## Disseny

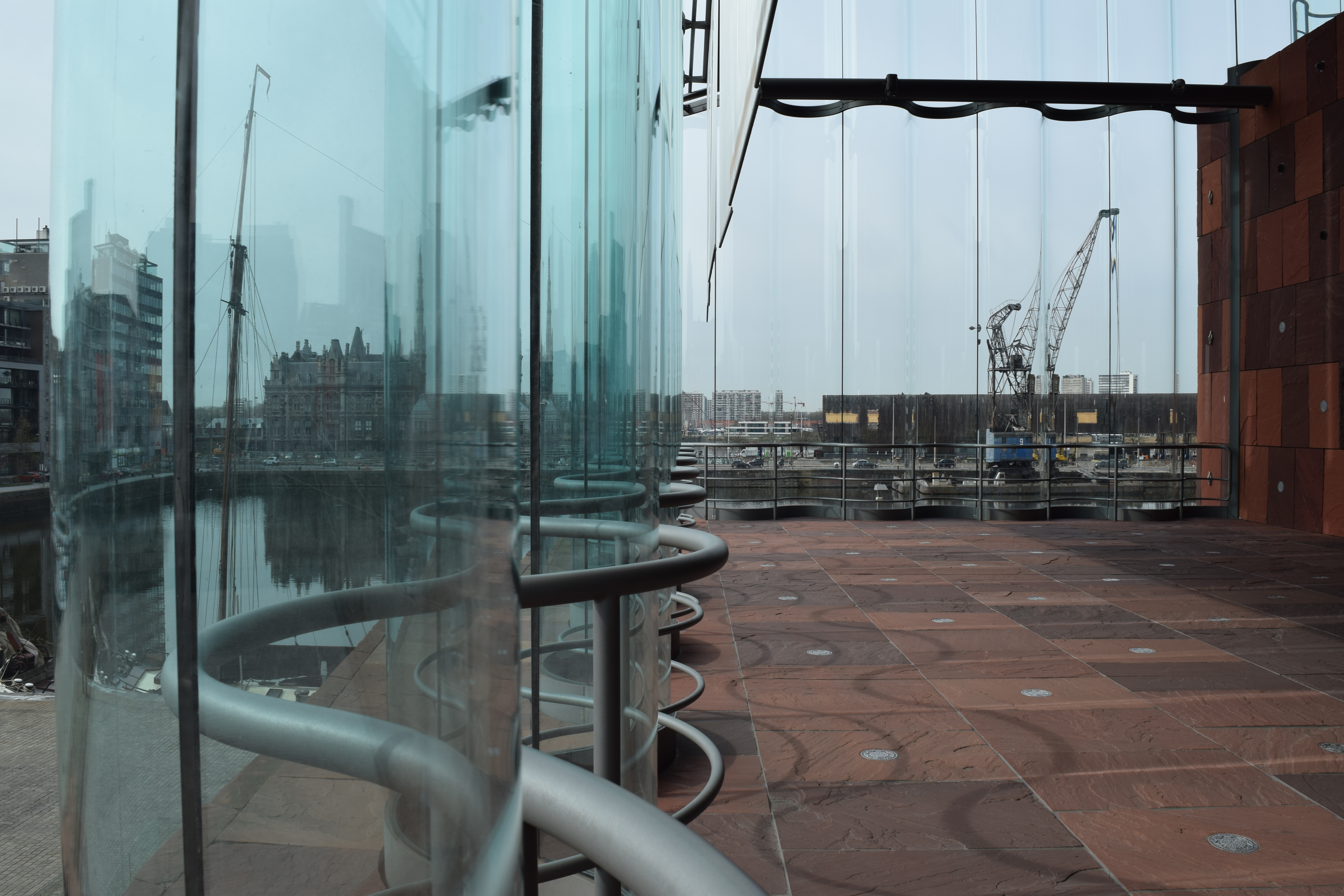
Construcció de panells de vidre corbat vist des de l'interior del MAS

Amb 60 m d'alçada, el MAS va ser dissenyat per Neutelings Riedijk Architects. La façana està feta de pedra arenisca vermella de l'Índia i de panells de vidre corbat. És un exemple d'arquitectura art déco postmoderna. El MAS acull 470.000 objectes, la majoria dels quals es guarden al magatzem. La primera galeria del visitant és la "botiga visible", que conté 180.000 articles. L'edifici es troba al lloc on hi havia la Hanzehuis. Els comerciants internacionals treballaven i residien a la Hanzehuis. Al segle xix un incendi va destruir l'edifici.

## Col·lecció i exposicions
El focus del MAS és Anvers i la seva connexió amb el món. La col·lecció MAS va des d'objectes marítims que documenten el comerç internacional i el transport marítim, a la història, l'art i la cultura de la ciutat portuària d'Anvers i a l'art i la cultura d'Europa, Àfrica, Amèrica, Àsia i Oceania. El MAS desenvolupa exposicions temàtiques que connecten cultura, art i història locals i mundials. El museu es compromet a informar el públic utilitzant nous mitjans i presentacions immersives. El museu va ser guardonat internacionalment per la seva iniciativa MAS IN YOUNG HAND, que involucra joves d'orígens molt diversos com a organitzadors i curadors d'esdeveniments.